# 요시마쓰역
요시마쓰역(일본어: 吉松駅)은 일본 가고시마현 아이라군 유스이정에 위치한 규슈 여객철도의 철도역이다. 히사쓰 선의 소속역이며, 이 역을 기점으로 하는 깃토 선 등 2개의 노선이 운행되고 있다. 섬식 승강장 2개를 합친 2면 4선의 구조를 갖춘 지상역이다.

## 타는 곳
| 1 · 4 | ■ 히사쓰 선 | (상행) | 마사키 · 히토요시 방면              |
| 1 · 4 | ■ 히사쓰 선 | (하행) | 구리노 · 하야토 · 가고시마추오 방면 |
| 1 · 4 | ■ 깃토 선   |        | 에비노 · 고바야시 · 미야코노조 방면 |

## 이용 현황
| 연도     | 1일 평균 승차 인원 | 1일 평균 하차 인원 |
| 2007년도 | 121                | 249                |
| 2008년도 | 128                | 265                |
| 2009년도 | 150                | 292                |
| 2010년도 | 127                | 262                |
| 2011년도 | 127                | 262                |
| 2012년도 | 114                | 231                |
| 2013년도 | 116                | 229                |
| -------- | ------------------ | ------------------ |

## 역 주변
- 규슈 자동차도
- 가고시마 형무소

## 인접 역
| 히사쓰 선            | 히사쓰 선   | 히사쓰 선                |
| -------------------- | ----------- | ------------------------ |
| 마사키 야쓰시로 방면 | ■ 히사쓰 선 | 구리노 하야토 방면       |
| 깃토 선              |             |                          |
| 시·종착역            | ■ 깃토 선   | 쓰루마루 미야코노조 방면 |